# (444) Gyptis
(444) Gyptis – planetoida z pasa głównego asteroid okrążająca Słońce w ciągu 4 lat i 223 dni w średniej odległości 2,77 j.a. Została odkryta 31 marca 1899 roku w Marsylii przez Jérôme’a Coggię. Nazwa planetoidy pochodzi od Gyptis, żony Protisa, dowódcy wyprawy z Fokai, założyciela Marsylii ok. 600 r. p.n.e. Przed jej nadaniem planetoida nosiła oznaczenie tymczasowe (444) 1899 EL.